# Uroplectes
Genre
Synonymes
- Lepreus Thorell, 1876
- Tityolepreus Kraepelin, 1891
- Scorpiobuthus Werner, 1939
- Uroplectoides Lourenço, 1998

Uroplectes est un genre de scorpions de la famille des Buthidae.

## Distribution
Les espèces de ce genre se rencontrent en Afrique subsaharienne.

## Liste des espèces
Selon The Scorpion Files (20/10/2024) :
- Uroplectes ansiedippenaarae Prendini, 2015
- Uroplectes carinatus (Pocock, 1890)
- Uroplectes chubbi Hirst, 1911
- Uroplectes ebogo Kovařík, Šťáhlavský & Govorov, 2024
- Uroplectes emiliae (Werner, 1916)
- Uroplectes fischeri (Karsch, 1879)
- Uroplectes flavoviridis Peters, 1861
- Uroplectes formosus Pocock, 1890
- Uroplectes gracilior Hewitt, 1913
- Uroplectes insignis Pocock, 1890
- Uroplectes katangensis Prendini, 2015
- Uroplectes lineatus (C. L. Koch, 1844)
- Uroplectes longimanus Werner, 1936
- Uroplectes machadoi Lourenço, 2000
- Uroplectes malawicus Prendini, 2015
- Uroplectes marlothi Purcell, 1901
- Uroplectes ngangelarum Monard, 1930
- Uroplectes occidentalis Simon, 1876
- Uroplectes olivaceus Pocock, 1896
- Uroplectes otjimbinguensis (Karsch, 1879)
- Uroplectes pardalis Werner, 1913
- Uroplectes pardii Kovařík, 2003
- Uroplectes pictus Werner, 1913
- Uroplectes pilosus (Thorell, 1876)
- Uroplectes planimanus (Karsch, 1879)
- Uroplectes schlechteri Purcell, 1901
- Uroplectes schubotzi Kraepelin, 1929
- Uroplectes silvestrii Borelli, 1913
- Uroplectes teretipes Lawrence, 1966
- Uroplectes triangulifer (Thorell, 1876)
- Uroplectes tumidimanus Lamoral, 1979
- Uroplectes variegatus (C. L. Koch, 1844)
- Uroplectes vittatus (Thorell, 1876)
- Uroplectes xanthogrammus Pocock, 1897
- Uroplectes zambezicus Prendini, 2015

## Systématique et taxinomie
Ce genre a été décrit par Peters en 1861.
Tityolepreus a été placé en synonymie par Kraepelin en 1895.
Lepreus a été placé en synonymie par Kraepelin en 1908.
Scorpiobuthus a été placé en synonymie par Fet et Sissom en 1997.
Uroplectoides a été placé en synonymie par Kovařík, Lowe, Hoferek, Plíšková et Šťáhlavský en 2016.

## Publication originale
- Peters, 1861 : « Über eine neue Eintheilung der Skorpione und über die von ihm in Mossambique gesammelten Arten von Skorpionen, aus welchem hier ein Auszug mitgetheilt wird. » Monatsberichte der Königlichen Preussische Akademie des Wissenschaften zu Berlin, vol. 1861, p. 507–516 (texte intégral).